# Ochthebius iranicus
Ochthebius iranicus es una especie de escarabajo del género Ochthebius, familia Hydraenidae. Fue descrita científicamente por Balfour Browne en 1979.
Se distribuye por Irán. Mide 2 milímetros de longitud y su edeago 0,44 milímetros. Se ha encontrado a altitudes de hasta 740 metros.